# Nadine Gordimer
Nadine Gordimer FRSL (Springs, Transvaal, Unió Sud-africana, 20 de novembre de 1923 - Johannesburg, Sud-àfrica, 13 de juliol de 2014) fou una escriptora i activista sud-africana en llengua anglesa guardonada amb el Premi Nobel de Literatura l'any 1991.
Els escrits de Gordimer tractaven qüestions morals i racials, especialment l'apartheid a Sud-àfrica. Sota aquest règim, es van prohibir obres com Burger's Daughter i July's People. Va ser activa en el moviment anti-apartheid, unint-se al Congrés Nacional Africà durant els dies en què l'organització va ser prohibida, i va donar consells a Nelson Mandela sobre el seu famós discurs de defensa de 1964 en el judici que va portar a la seva condemna perpètua. També va ser activa en les causes del VIH/SIDA.

## Biografia
Va néixer el 20 de novembre de 1923 a la ciutat sud-africana de Springs, situada prop de la ciutat de Johannesburg, filla d'immigrants jueus d'origen lituà i britànic. Era la segona filla dels seus pares. El seu pare, Isidore Gordimer, era un rellotger immigrant jueu lituà de Žagarė a Lituània (aleshores ocupada per l'Imperi Rus), i la seva mare, Hannah "Nan" (Myers) Gordimer, era de Londres. La seva mare era d'una família assimilada d'origen jueu; Gordimer es va criar en una llar secular.
El primer interès de Gordimer per la desigualtat racial i econòmica a Sud-àfrica va ser modelat en part pels seus pares. L'experiència del seu pare com a refugiat de la Rússia tsarista va ajudar a formar la identitat política de Gordimer, però ell no era ni un activista ni particularment simpatitzant amb les experiències dels negres sota l'apartheid. Per contra, Gordimer va veure l'activisme de la seva mare, la preocupació de la qual per la pobresa i la discriminació que pateixen els negres a Sud-àfrica la va portar a fundar una llar d'infants per a nens negres. Gordimer també va ser testimoni de primera mà de la repressió del govern quan era adolescent; la policia va assaltar la casa de la seva família, confiscant cartes i diaris de l'habitació d'un criat.
Gordimer es va educar en una escola conventual catòlica, però principalment es va educar a casa quan era petita perquè la seva mare, per "estranyes raons pròpies", no la va posar a l'escola (aparentment, temia que Gordimer tingués un cor feble). Lligada a casa i sovint aïllada, va començar a escriure a una edat primerenca, i va publicar les seves primeres històries el 1937 als 13 anys. El seu primer treball publicat va ser un conte per a nens, "The Quest for Seen Gold", que va aparèixer al Children's Sunday Express el 1937; "Come Again Tomorrow", un altre conte infantil, va aparèixer al Fòrum més o menys a la mateixa hora. A 16 anys va publicar la seva primera ficció per a adults.

## Trajectòria
Va iniciar els seus estudis universitaris a la Universitat de Witwatersrand de literatura anglesa, però no els finalitzà mai i es va dedicar per complet a l'escriptura. Es va traslladar a Johannesburg el 1948, on va viure després. Mentre feia classes a Johannesburg, va continuar escrivint, publicant sobretot a revistes locals sud-africanes. Va recollir moltes d'aquestes primeres històries a Cara a cara, publicada el 1949.
El 1951 inicià la seva col·laboració amb el diari The New Yorker, on escriví articles periodístics així com petits relats que li permeteren guanyar certa fama en el gran públic. Gordimer, que va dir que creia que el conte era la forma literària de la nostra època, va continuar publicant contes al New Yorker i altres revistes literàries destacades. La seva primera editora, Lulu Friedman, va ser la dona del parlamentari Bernard Friedman, i va ser a casa seva, "Tall Trees" a First Avenue, Lower Houghton, Johannesburg, on Gordimer va conèixer altres escriptors anti-apartheid.
La primera novel·la de Gordimer, The Lying Days, es va publicar el 1953.

## Activisme
L'arrest de la seva millor amiga, Bettie du Toit, l'any 1960 i la massacre de Sharpeville van estimular l'entrada de Gordimer en el moviment anti-apartheid. A partir de la dècada del 1960 es convertí en una ferma defensora d'abolir el sistema d'apartheid existent al seu país. Membre del Congrés Nacional Africà (ANC) quan aquesta organització encara era il·legal, fou una ferma defensora de la sortida de la presó del seu amic Nelson Mandela i una de les primeres persones que estigueren amb ell a la seva sortida l'any 1990.
Durant les dècades de 1960 i 1970, va continuar vivint a Johannesburg, encara que de tant en tant va marxar per breus períodes per ensenyar a diverses universitats dels Estats Units. Havia començat a aconseguir el reconeixement literari internacional, rebent el seu primer premi literari important, el WH Smith Commonwealth Literary Award, el 1961. Durant aquest temps, el govern sud-africà va prohibir diverses de les seves obres, dues durant llargs períodes.
A Sud-àfrica, es va unir al Congrés Nacional Africà quan encara figurava com una organització il·legal pel govern sud-africà. Tot i que mai va ser cegament lleial a cap organització, Gordimer va veure l'ANC com la millor esperança per revertir el tractament de Sud-àfrica als ciutadans negres. En lloc de limitar-se a criticar l'organització pels seus defectes percebuts, va advocar per unir-s'hi per abordar-los. Va amagar els líders de l'ANC a casa seva per ajudar-los a escapar de l'arrest per part del govern, i va dir que el dia més orgullós de la seva vida va ser quan va declarar al judici per traïció de Delmas de 1986 en nom de 22 activistes antiapartheid sud-africans. (Vegeu Simon Nkoli, Mosiuoa Lekota, etc.) Al llarg d'aquests anys també va participar regularment en manifestacions contra l'apartheid a Sud-àfrica i va estar contra l'apartheid i la discriminació i la repressió política de Sud-àfrica.
L'activisme de Gordimer no es va limitar a la lluita contra l'apartheid. Va resistir la censura i el control estatal de la informació, i va fomentar les arts literàries. Es va negar a deixar que la seva obra fos emesa per la South African Broadcasting Corporation perquè estava controlada pel govern de l'apartheid. Gordimer també va formar part del comitè directiu del Grup d'Acció Anti-Censura de Sud-àfrica. Membre fundador del Congrés d'Escriptors Sud-africans, Gordimer també hi va ser activa. Durant la dècada del 1990 fou una de les més fermes activistes del moviment contra la sida i del control d'aquesta malaltia entre els més desafavorits, especialment en el seu país i a tot el continent africà.
El 2005, Gordimer va fer gires de conferències i va parlar sobre qüestions de política exterior i discriminació més enllà de Sud-àfrica. Per exemple, el 2005, quan Fidel Castro va emmalaltir, Gordimer es va unir a altres sis premis Nobel en una carta pública als Estats Units advertint-los que no intentessin desestabilitzar el govern comunista de Cuba. La resistència de Gordimer a la discriminació va arribar fins i tot a negar-se a acceptar la "selecció" l'any 1998 per al Premi Orange, perquè el guardó reconeix només escriptores. Gordimer també va ensenyar al Massey College de la Universitat de Toronto com a professor el 2006.

## Vida personal
El 2006, Gordimer va ser atacada a casa seva per lladres, provocant indignació al país. Pel que sembla, Gordimer es va negar a traslladar-se a un complex tancat, en contra del consell d'uns amics.
En una entrevista de 1979-80, Gordimer es va identificar com a atea, però va afegir: "Crec que tinc un temperament bàsicament religiós, potser fins i tot profundament religiós".
Gordimer va tenir una filla, Oriane (nascuda el 1950), pel seu primer matrimoni el 1949 amb Gerald Gavron, un dentista local, de qui es va divorciar en tres anys. El 1954, es va casar amb Reinhold Cassirer, un comerciant d'art molt respectat que va establir la Sotheby's sud-africana i més tard va dirigir la seva pròpia galeria; el seu "matrimoni meravellós" va durar fins a la seva mort per emfisema el 2001. El seu fill, Hugo, va néixer l'any 1955, i és cineasta a Nova York, amb qui Gordimer va col·laborar en almenys dos documentals.
Morí el 14 de juliol de 2014 a Johannesburg mentre dormia a casa seva, acompanya dels seus fills.

## Obra literària
Gordimer arribà al reconeixement internacional per uns treballs que, en la seva major part, s'ocuparen de les seves idees polítiques així com de les tensions morals i psicològiques del seu país. Virtualment tots els seus treballs tractaren sobre l'amor i la política, particularment referents al problema racial.
Publicà la seva primera obra l'any 1953 The Lying Days, però no fou fins al 1974 que arribà al públic majoritari gràcies a la seva obra The Conservationist, que fou guardonada aquell any amb el Premi Booker.
L'any 1991 fou guardonada amb el Premi Nobel de Literatura per la seva èpica i magnífica escriptura –en paraules d'Alfred Nobel– que ha estat de gran benefici per a la humanitat.

### Obra publicada[4]
Ficció
- 1953: The Lying Days
- 1958: A World of Strangers
- 1963: Occasion for Loving
- 1966: The Late Bourgeois World
- 1970: A Guest of Honour
- 1974: The Conservationist
- 1979: Burger's Daughter
- 1982: July's People
- 1987: A Sport of Nature
- 1990: My Son's Story
- 1994: None to Accompany Me
- 1998: The House Gun
- 2001: The Pickup
- 2005: Get a Life
- 2007: Beethoven Was One-Sixteenth Black
- 2013: No Time Like the Present

Assaigs
- 1988: The Essential Gesture: Writing, Politics and Places
- 1973: The Black Interpreters
- 1995: Writing and Being: The Charles Eliot Norton Lectures

Històries curtes
- 1949: Face to Face
- 1952: The Soft Voice of the Serpent
- 1956: Six feet of the Country
- 1965: Not for Publication
- 1970: Livingstone's Companions
- 1975: Selected Stories
- 1978: No Place Like: Selected Stories
- 1980: A Soldier's Embrace
- 1984: Something Out There
- 1984: Correspondence Course and other Stories
- 1988: The Moment Before the Gun Went Off
- 1991: Jump: And Other Stories
- 1992: Why Haven't You Written: Selected Stories 1950-1972
- 1992: Something for the Time Being 1950-1972
- 2003: Loot: And Other Stories

Teatre
- 1949: The First Circle